# Gideon Trotter
Shebatian Mccyver Gideon Trotter (né le 3 mars 1992) est un athlète sud-africain, spécialiste du sprint.

## Biographie

### Palmarès
| Date | Compétition                    | Lieu     | Résultat | Épreuve   | Temps         |
| ---- | ------------------------------ | -------- | -------- | --------- | ------------- |
| 2011 | Championnats d'Afrique juniors | Gaborone | 1er      | 100 m     | 10 s 49       |
| 2011 | Championnats d'Afrique juniors | Gaborone | 3e       | 4 x 400 m | 3 min 11 s 87 |
| 2015 | Universiade                    | Gwangju  | 3e       | 4 x 100 m | 39 s 68       |

### Records
| Épreuve    | Performance | Lieu     | Date          |
| ---------- | ----------- | -------- | ------------- |
| 100 mètres | 10 s 23     | Pretoria | 11 avril 2014 |
| 200 mètres | 20 s 70     | [[]]     | 2014          |